# Nashville (album av Mats Rådberg)
Nashville är ett musikalbum från 2014 med Mats Rådberg. Musiken inspelad i Nashville och sångpåläggningen i Sverige. 
Albumet är en blandning av nya låtar och nyinspelningar av några av Mats Rådbergs största hits.

## Låtlista
1. I pray there's a honky tonk in heaven
2. You've got that right
3. Peta in en pinne i brasan (Put Another Log on the Fire)
4. . 40 years
5. Till mitt hjärtas sista slag
6. Bring your broken heart to me
7. Den vita duvan
8. Allt du gör är att få mig långt långt ner
9. Vänd dig inte om
10. Det går nya tåg
11. Honky tonks and teardrops
12. Mirakel
13. Wouldn't change you for the world
14. Hi there darling
15. Better than goodbye
16. Det är inte lätt att va ödmjuk (It's Hard to Be Humble)

## Medverkande
- Mats Rådberg - sångare
- Matt McGee - bas
- Rodger Morris - piano, keyboard, dragspel
- Dan Drilling - gitarr
- Mark Beckett - trummor, slagverk
- Mike Johnson - pedal steelguitar
- Joe Caverlee - fiol, mandolin
- Marcus Persson - producent

## Listplaceringar
| Lista (2014) | Topplacering |
| ------------ | ------------ |
| Sverige      | 12           |

### Fotnoter
1. ↑  ”Nashville”. Svensk mediedatabas. 1 mars 2014. http://smdb.kb.se/catalog/id/003542002. Läst 4 januari 2015.
2. ↑  ”Nashville”. Swedishcharts. 1 mars 2014. http://www.swedishcharts.com/showitem.asp?interpret=Mats+R%E5dberg&titel=Nashville&cat=a. Läst 4 januari 2015.